# Campionato americano maschile di pallacanestro 2001
Il 10º Campionato Americano Maschile di Pallacanestro FIBA (noto anche come FIBA Americas Championship 2001) si è svolto dal 16 agosto al 27 agosto 2001 a Neuquén, in Argentina.
I Campionati americani maschili di pallacanestro sono una manifestazione biennale tra le squadre nazionali organizzato dalla FIBA Americas.

## Squadre partecipanti
| Gruppo A                                                  | Gruppo B                                                           |
| --------------------------------------------------------- | ------------------------------------------------------------------ |
| - Argentina - Brasile - Stati Uniti - Uruguay - Venezuela | - Canada - Messico - Panama - Porto Rico - Isole Vergini Americane |

## Turno preliminare

### Gruppo A
| Squadra     | Pt | G | V | P | PF  | PS  | Diff |
| ----------- | -- | - | - | - | --- | --- | ---- |
| Argentina   | 8  | 4 | 4 | 0 | 409 | 303 | +106 |
| Brasile     | 7  | 4 | 3 | 1 | 396 | 342 | +54  |
| Venezuela   | 6  | 4 | 2 | 2 | 360 | 346 | +14  |
| Uruguay     | 5  | 4 | 1 | 3 | 315 | 377 | -62  |
| Stati Uniti | 4  | 4 | 0 | 4 | 323 | 435 | -112 |

16 agosto 2001
| Stati Uniti | 78–116 | Brasile |
| Argentina   | 103–63 | Uruguay |

17 agosto 2001
| Brasile   | 92–89  | Venezuela   |
| Argentina | 108–69 | Stati Uniti |

18 agosto 2001
| Venezuela | 107–83 | Stati Uniti |
| Uruguay   | 67–90  | Brasile     |

19 agosto 2001
| Stati Uniti | 93–104 | Uruguay   |
| Argentina   | 90–73  | Venezuela |

20 agosto 2001
| Uruguay   | 81–91       | Venezuela |
| Argentina | 108–98 (OT) | Brasile   |

### Gruppo B
| Squadra                 | Pt | G | V | P | PF  | PS  | Diff |
| ----------------------- | -- | - | - | - | --- | --- | ---- |
| Porto Rico              | 8  | 4 | 4 | 0 | 427 | 368 | +59  |
| Canada                  | 7  | 4 | 3 | 1 | 399 | 372 | +27  |
| Panama                  | 6  | 4 | 2 | 2 | 361 | 400 | -39  |
| Isole Vergini Americane | 5  | 4 | 1 | 3 | 362 | 364 | -2   |
| Messico                 | 4  | 4 | 0 | 4 | 363 | 402 | -39  |

16 agosto 2001
| Canada     | 108–97 (TS) | Isole Vergini Americane |
| Porto Rico | 117–80      | Panama                  |

17 agosto 2001
| Messico    | 106–109 | Panama |
| Porto Rico | 101–98  | Canada |

18 agosto 2001
| Panama  | 90–88  | Isole Vergini Americane |
| Messico | 97–110 | Porto Rico              |

19 agosto 2001
| Panama                  | 82–89 | Canada  |
| Isole Vergini Americane | 84–67 | Messico |

20 agosto 2001
| Canada                  | 104–92 | Messico    |
| Isole Vergini Americane | 93–99  | Porto Rico |

## Quarti di finale
Le prime quattro classificate dei Gruppi A e B avanzano al gruppo unico da otto squadre dei quarti di finale. Ogni squadra affronterà le quattro squadre provenienti dall'altro gruppo. I risultati della fase a gironi sono mantenuti.
Le prime quattro classificate del gruppo unico accedono alle semifinali.
| Squadra                 | Pt | G | V | P | PF  | PS  | Diff |
| ----------------------- | -- | - | - | - | --- | --- | ---- |
| Argentina               | 15 | 7 | 7 | 0 | 687 | 526 | +161 |
| Brasile                 | 14 | 8 | 6 | 2 | 759 | 665 | +94  |
| Porto Rico              | 12 | 7 | 5 | 2 | 670 | 622 | +48  |
| Canada                  | 13 | 8 | 5 | 3 | 753 | 712 | +41  |
| Venezuela               | 11 | 7 | 4 | 3 | 657 | 621 | +36  |
| Panama                  | 11 | 7 | 4 | 3 | 656 | 674 | -18  |
| Isole Vergini Americane | 10 | 8 | 2 | 6 | 696 | 746 | -50  |
| Uruguay                 | 9  | 8 | 1 | 7 | 627 | 782 | -155 |

21 agosto 2001
| Canada     | 108–100 | Venezuela               |
| Brasile    | 94–102  | Panama                  |
| Porto Rico | 90–70   | Uruguay                 |
| Argentina  | 98–77   | Isole Vergini Americane |

22 agosto 2001
| Uruguay                 | 77–101 | Canada  |
| Isole Vergini Americane | 69–102 | Brasile |

24 agosto 2001
| Venezuela | 91–75      | Isole Vergini Americane |
| Panama    | 101–74     | Uruguay                 |
| Brasile   | 89–83 (TS) | Porto Rico              |
| Argentina | 85–76      | Canada                  |

25 agosto 2001
| Isole Vergini Americane | 113–91 | Uruguay    |
| Panama                  | 92–106 | Venezuela  |
| Canada                  | 69–78  | Brasile    |
| Argentina               | 95–70  | Porto Rico |

## Semifinali e Finali
|  | Semifinali | Semifinali | Semifinali |           |         | Finale             | Finale             | Finale             |  |
|  |            |            |            |           |         |                    |                    |                    |  |
|  | Brasile    | Brasile    | 98         |           |         |                    |                    |                    |  |
|  | Brasile    | Brasile    | 98         |           |         |                    |                    |                    |  |
|  | Porto Rico | Porto Rico | 94         |           |         |                    |                    |                    |  |
|  | Porto Rico | Porto Rico | 94         |           | Brasile | Brasile            | 59                 |                    |  |
|  |            |            |            |           | Brasile | Brasile            | 59                 |                    |  |
|  |            |            | Argentina  | Argentina | 78      |                    |                    |                    |  |
|  | Argentina  | Argentina  | Argentina  | Argentina | 78      | 97                 |                    |                    |  |
|  | Argentina  | Argentina  |            |           |         | 97                 |                    |                    |  |
|  | Canada     | Canada     | 76         |           |         | Finale Terzo Posto | Finale Terzo Posto | Finale Terzo Posto |  |
|  | Canada     | Canada     | 76         |           |         |                    |                    |                    |  |
|  |            |            |            |           |         |                    |                    |                    |  |
|  |            |            |            |           |         | Porto Rico         | Porto Rico         | 95                 |  |
|  |            |            |            |           |         | Porto Rico         | Porto Rico         | 95                 |  |
|  |            |            |            |           |         | Canada             | Canada             | 102                |  |

## Classifica finale
| Campione d'America | Campione d'America      | Campione d'America |
| --- | ----------------------- | --- |
| Argentina4 Sánchez, 5 Fernández, 6 Ginóbili, 7 Oberto, 8 Victoriano, 9 Farabello, 10 Sconochini, 11 Scola, 12 Gutiérrez, 13 Nocioni, 14 Palladino, 15 Wolkowyski, All. Rubén Magnano |                         | |
| Argento | Brasile                 | Brasile4 Marcelinho, 5 Alex, 6 Vanderlei, 7 Tiagão, 8 Sandro, 9 Demétrius, 10 Helinho, 11 Estevam, 12 Guilherme, 13 Nenê, 14 Anderson, 15 Márcio, All. Hélio Rubens           |
| Bronzo | Canada                  | Canada4 Daniels, 5 Hamilton, 6 Walker, 7 Nash, 8 Swords, 9 Karangwa, 10 Robinson, 11 MacCulloch, 12 Kwiatkowski, 13 Guarasci, 14 Meeks, 15 Jobity, All. Jay Triano            |
| 4. | Porto Rico              | Porto Rico4 Ortiz, 5 O. Santiago, 6 Travieso, 7 Arroyo, 8 Mincy, 9 C. Dalmau, 10 Ayuso, 11 Murray, 12 Hourruitiner, 13 Fajardo, 14 R. Dalmau, 15 D. Santiago, All. Julio Toro |
| 5. | Venezuela               | Venezuela4 Díaz, 5 Machado, 6 Mijares, 7 Lugo, 8 Morris, 9 Torres, 10 Guevara, 11 Herrera, 12 Keeling, 13 Nelcha, 14 Becker, 15 Walcott, All. Jim Calvin                      |
| 6. | Panama                  | Panama4 Bennett, 5 Peralta, 6 Mendieta, 7 Gómez, 8 Yearwood, 9 Stoute, 10 Jackson, 11 Hicks, 12 Cárdenas, 13 García, 14 Jaén, 15 Ortiz, All. Reggie Grenald                   |
| 7. | Isole Vergini Americane | Isole Vergini AmericaneHeywood, Taylor, Thomas, Oliver, White, Trimmingham, Richards, Blyden, Averil, Bell, Chelcher, Edwin, All. Tevester Anderson                           |
| 8. | Uruguay                 | Uruguay4 Rivera, 5 Navarrete, 6 Losada, 7 Castrillón, 8 Mazzarino, 9 Arrosa, 10 Capalbo, 11 Riera, 12 Szczygielski, 13 Silveira, 14 Bouzout, 15 Moltedo, All. César Somma     |
| 9. | Messico                 | Messico4 López, 5 Parada, 6 Chávez, 7 Crouse, 8 González, 9 Benítez, 10 Mariscal, 11 Quintero, 12 Izaguirre, 13 Cuenca, 14 Thomas, 15 Sánchez, All. Jorge Ramírez             |
| 10. | Stati Uniti             | Stati UnitiBanks, Ferguson, Rambo, Holland, Dartez, Griffin, Scott, Holman, Brown, Edwards, All. Dan Sparks                                                                   |

## Riconoscimenti giocatori

### MVP del torneo
- Emanuel Ginóbili -  Argentina